# Baldwin (Georgia)
Baldwin è una città degli Stati Uniti d'America, situata in Georgia, nella Contea di Habersham e in parte nella Contea di Banks.